# Arthemis
Arthemis es una banda italiana de thrash metal y Groove metal, fundada en 1994 en Bovolone, provincia de Verona, por Andrea Martongelli y Alessio Garavello. Hicieron 6 álbumes publicados en todo el mundo. Su último álbum  Heroes los consagró a nivel mundial siendo este su mejor trabajo hasta la actualidad.

## Biografía
La banda fue formada en octubre de 1994 y de inmediato se destaca por el gran impacto en numerosas actuaciones en vivo, ofreciendo cobertura de metal y piezas de su propia cuenta.
Después de varios cambios de alineaciones y monicker (Laguna, La anarquía del proyecto, Nemhesis) en junio de 1996 la banda grabó un demo de cinco canciones (no liberado) y comienza a vivir una actividad intensa.
Después de otro cambio de línea en marcha en 1998, el grupo es un poco de estabilidad "en una formación compuesta Andrea Martongelli (guitarra), Matteo Galbier (bajo), Alessio Turrini (batería) y Mateo Ballottari (guitarra). El suplente de voz Martongelli Andrea y Alberto Caria.
En 1999 lanzó su auto primero-lanzado álbum, la iglesia del Espíritu Santo con Alberto Caria a la entrada. El álbum (lanzado Underground Symphony) cobrar intereses también en Alemania, Japón y Noruega. Mientras tanto, se unió a la banda de la cantante Alessio Garavello. Arthemis en 2001 lanzaron su álbum de segunda, El Barco Damned, que obtiene una buena correlación entre los aficionados japoneses. En este período Alessio Turrini deja el puesto de baterista Paul Perazzani, el baterista original de la banda. En 2003 lanzaron su tercer álbum "Golden Dawn, y en 2005 fue el turno de la vuelta de los Heat.
Arthemis llevó cabo una intensa actividad en vivo, que les lleva a jugar en Europa, compartiendo escenario con artistas como Slayer, Hammerfall, Yngwie Malmsteen, Ian Paice, Within Temptation, Glenn Hughes o George Lynch. Después de la salida de Mateo Ballottari la banda en 2007, el puesto de segunda guitarra está tomado de la cantante Alessio Garavello  (excantante y guitarrista de la banda de Power Quest).
En 2008 la banda lanzó su más reciente álbum, Black Society, cuya música está influenciada por varios géneros como el thrash metal, hard rock y progresivo.
Luego de sacar el último Cd, Black Society, el líder Andrea Martongelli, decide realizar una nueva alineación, debido a que Alessio Garavello se separó de la banda para empezar con su proyecto denominado A New Tommorrow.

### Cambio de alineación y Héroes
Para el año 2010 se han propuesto un camino nuevo lleno de ideas frescas y de un lavado de cara. Primeramente tenemos cambio de sello, se cambian de Scarlet/SPV a Gatti Promotion que cada vez está pegando más fuerte en la escena metalera europea actual. Seguidamente cambio de componentes, no repite ninguno excepto su guitarrista principal Andrea Martognelli. Con este importante detalle la explosiva base rítmica se ve reforzada con nueva sangre y con un vocalista menos agudo que Alessio pero con una garganta más rajada y potente, acorde con la música. Y es que a nivel musical no pierden su identidad pero tiran hacia un toque más actual, oscuro y con el thrash más presente que nunca, eso sí, sin dejar atrás unas melodías brillantes. Algo le ha tenido que ayudar a Andrea el hacer giras con gente como BLAZE, George Lynch o Cradle of filth. "Heroes" es el más completo de todo el trabajo. Hay toques más modernos y tranquilos además de otros más cañeros y/o clásicos siendo así el que más dura habiendo incluso tramos de guitarra clásica y acústica aflamencada , además de un final apoteósico totalmente instrumental con algún coro heavy a lo Accept

## Discografía
- 1999 - Church of The Holy Ghost
- 2001 - The Damned Ship
- 2003 - Golden Dawn
- 2005 - Back from the Heat
- 2008 - Black Society
- 2010 - Heroes
- 2012 - We Fight

## Miembros actuales
- Fabio Dessi - voz
- Andrea Martongelli - guitarra
- Damiano Perazzini - bajo
- Corrado Rontani - batería

## Exmiembros
- Alessio Garavello - Voz (1999 - 2009)
- Alberto Caria - Voz (1999)
- Anne giovanelli - Batería
- Mateo Ballottari - Guitarra
- Wikimedia Commons alberga una categoría multimedia sobre Arthemis.

- Datos: Q2316260
- Multimedia: Arthemis / Q2316260